# Arngrímur Jónsson
Pour les articles homonymes, voir Jónsson.
Arngrímur Jónsson est un érudit qui a vécu en Islande de 1568 à 1648. 
Il est représenté sur le billet de 10 kronur, maintenant hors circulation. En 1593 il publia une défense de l'Islande (en latin) dans laquelle il critiqua et réfuta les thèses de nombreux auteurs qui avaient écrit sur l'Islande. 
Sa principale cible était un poème de Gories Peerse, un marchand qui avait écrit un poème amusant et quelque peu calomnieux sur la géographie et l'ethnographie islandaises. Cette défense a été primordiale pour l'Islande car elle a permis aux Européens de pouvoir découvrir l'ancienne littérature de l'Islande. Elle a aussi joué un rôle formatif dans la construction du nationalisme européen, dans la mémoire et la transmission d'une ethnographie nationale, qui permet à un pays européen de se distinguer des autres sur bien des points.

## Biographie
Prêtre, il devient évêque de Gunnarshólmi., Ch. Delagrave, 1878, p. 1440

## Œuvres
- Brevis commentarius de Islandia
- 1609 : Crymogæa, seu verum Islandicarum libri III, Hambourg
- Supplementum Historiæ Norvegicæ
- Rerum Danicarum fragmenta
- Ad catalogum regum Sveciæ annotanda
- Anatome Blefkeniana
- Epistola pro patria defensoria
- Apotribe virulentæ et atrocis calumniæ
- Athanasia (in memoriam Guðbrandur Þorláksson)
- 1642 : Specimen Islandiæ historicum, Amsterdam
- Gronlandia, traduit en danois en 1688
- Arngrimi Jonae opera latine conscripta, ed. by Jakob Benediktsson, Bibliotheca Arnamagnaeana, 9-12, 4 vols. (Copenhague 1950-57)